# Putian
Putian (en chino, 莆田市; pinyin, Pútián shì; en dialecto de Putian: Pó-chéng) es una ciudad-prefectura de la provincia de Fujian, en la República Popular China. Limita al norte con Fuzhou; al sur, con Quanzhou; al noroeste, con Sanming; y, al este, con el mar de China Oriental. Su área es de 4200 km² y su población es de 2,86 millones. La etnia han es el mayor grupo de la región.
Las principales industrias son la fabricación de calzado, elaboración de cerveza, la electrónica, ropa, frutas, verduras, maquinaria y material eléctrico. En particular, la zona es conocida por las falsificaciones con alta calidad de los zapatos.

## Administración
La ciudad prefectura de Putian administra 4 distritos (qu)  y 1 condado (xian), población 2010.
- Chéngxiāng Qū 413,853
- Hánjiāng Qū 470,097
- Lìchéng Qū 499,110
- Xiānyóu Xiàn 824,707
- Xiùyŭ Qū 570,741